# Bolesław Nowaczyk
Bolesław Kazimierz Nowaczyk (ur. 4 kwietnia 1942 w Nadziejewie, zm. 10 marca 2012 w Poznaniu) – polski geograf, od 2001 profesor nauk o Ziemi o specjalizacji geografia fizyczna i geomorfologia.

## Życiorys
Ukończył Szkołę Podstawową nr 1 i Liceum Ogólnokształcące im. Bolesława Chrobrego w Gnieźnie, następnie studiował na Wydziale Biologii i Nauk o Ziemi Uniwersytetu im. A. Mickiewicza w Poznaniu. W 1965 otrzymał tytuł magistra, następnie zdobywał kolejne stopnie naukowe; doktora (1973), doktora habilitowanego (1986), docenta (1987), profesora (2001).
Pracował na Uniwersytecie im. Adama Mickiewicza w Poznaniu, był autorem ponad 170 prac naukowych.
Odznaczony był między innymi Złotym Krzyżem Zasługi (1988).